# Калиська (Вонґровецький повіт)
Калиська (пол. Kaliska, нім. Josephstahl) — село в Польщі, у гміні Вонґровець Вонґровецького повіту Великопольського воєводства.
Населення — 297 осіб (2011).
У 1975-1998 роках село належало до Пільського воєводства.

## Демографія
Демографічна структура станом на 31 березня 2011 року:
|          | Загалом | Допрацездатний вік | Працездатний вік | Постпрацездатний вік |
| -------- | ------- | ------------------ | ---------------- | -------------------- |
| Чоловіки | 161     | 38                 | 119              | 4                    |
| Жінки    | 136     | 34                 | 88               | 14                   |
| Разом    | 297     | 72                 | 207              | 18                   |